# Dave Rodger
Pour les articles homonymes, voir Rodger.
Dave Rodger, né le 18 juin 1955 à Hamilton (Nouvelle-Zélande), est un rameur d'aviron néo-zélandais.

## Carrière
Dave Rodger participe aux Jeux olympiques de 1976 à Montréal et est médaillé de bronze dans l'épreuve du huit avec ses partenaires Trevor Coker, Peter Dignan, Lindsay Wilson, Athol Earl, Ivan Sutherland, Alex McLean, Tony Hurt et Simon Dickie. 